# (4332) Milton
(4332) Milton (1983 RC) – planetoida z pasa głównego asteroid okrążająca Słońce w ciągu 4,16 lat w średniej odległości 2,59 j.a. Odkryta 5 września 1983 roku.